# Antônio Dib Mussi
Antônio Dib Mussi (Laguna, 3 de maio de 1911 — Florianópolis, 19 de março de 1959) foi um médico e político brasileiro.

## Família e vida pessoal
De origem libanesa, era filho de Dib Mussi e de Santa Elias Mussi.
Casou-se e teve três filhos com a médica curitibana Wladyslawa Wolowska Mussi (11 de agosto de 1910 — 14 de julho de 2012). Wladyslawa, primeira mulher a exercer a profissão de médica em Santa Catarina, foi titular da cadeira 9 da Academia de Medicina do estado. Foi ainda primeira médica voluntária da Rede Feminina de Combate ao Câncer de Florianópolis, cidade a qual recebeu o título de cidadã-honorária.

## Carreira profissional e política
Formado em medicina pela Universidade Federal do Paraná (1934). Fixou-se em Orleans, onde dirigiu o Hospital Santa Otília. Foi prefeito de Orleans.
Foi prefeito de Orleans de 1 de agosto de 1945 a 15 de novembro de 1945 e de 13 de fevereiro de 1946 a 24 de março de 1947.
Foi deputado à Assembleia Legislativa de Santa Catarina na 1ª legislatura (1947 — 1951).